# أولمبيك دونيتسك
أولمبيك دونيتسك هو فريق كرة قدم أوكراني من مدينة دونيتسك.تأسس الفريق في 2001 ويلعب حالياً في الدوري الأوكراني الممتاز.